# كيجي يوشيمورا
كيجي يوشيمورا (باليابانية: 吉村 圭司) (8 أغسطس 1979 في كوتشي في اليابان – )؛ هو لاعب كرة قدم ياباني سابق كان يلعب كلاعب وسط.

## وصلات خارجية
- كيجي يوشيمورا على موقع رابطة كرة القدم اليابانية للمحترفين (اليابانية)
- كيجي يوشيمورا على موقع قاعدة بيانات كرة القدم.إي يو (الإنجليزية)
- كيجي يوشيمورا على موقع Soccerway.com (الإنجليزية)
- كيجي يوشيمورا على موقع عالم كرة القدم.نت (الإنجليزية)
- كيجي يوشيمورا على موقع كووورة